# Viterbói Szent Róza
Viterbói Szent Róza vagy Rózsa (Viterbo, 1233 – Viterbo, 1251. március 6.) szentként tisztelt középkori olasz apáca.
A feljegyzések szerint már gyermekkorában eldöntötte, hogy életét Istennek szenteli. Amikor nagyobb korú lett, a ferences rend úgynevezett harmadrendjébe lépett be. Állítólag szent élete hatására sok gonosz ember változtatta meg az életét, ugyanakkor csodatetteiről is tudnak a krónikák. 1251-ben hunyt el fiatalon, alig 18 éves korában. A katolikus egyház szentként tiszteli és halála napján üli emlékét.